# Stresemannstraße (Berlin)
Die Stresemannstraße ist ein 1,5 Kilometer langer Verkehrsweg in den Berliner Ortsteilen Kreuzberg sowie Mitte. Seit ihrer Anlage in den 1830er Jahren trug sie verschiedene Namen, seit Februar 1930 – mit Unterbrechung zwischen 1935 und 1947 – heißt sie nach dem Politiker Gustav Stresemann (1878–1929).

## Verlauf
Die Straße verläuft in südöstlicher Richtung vom Potsdamer Platz in Höhe der Erna-Berger-Straße über den Askanischen Platz und den Ida-Wolff-Platz bis zur Wilhelmstraße. Im Ortsteil Kreuzberg liegen die ungeraden Hausnummern 15–127 sowie die geraden Hausnummern 28–110, im Ortsteil Mitte befinden sich die geraden Hausnummern 120–130. 

## Geschichte
Die Straße entstand um 1831 mit der Stadterweiterung und war Teil der Berliner Zollmauer, die zur Überwachung des Handels innerhalb der damaligen Stadtgrenzen eingerichtet wurde. Zwischen Potsdamer und Anhalter Tor trug sie den Namen Potsdamer Communication und setzte sich als Hirschelstraße weiter in Richtung Südosten fort. Der Abschnitt vom Anhalter Tor bis zum Halleschen Tor hieß Anhaltische Communication. Nach dem Ende des Deutschen Krieges erfolgte 1867 die Umbenennung des gesamten Straßenzuges in Königgrätzer Straße, um an die Schlacht bei Königgrätz vom 3. Juli 1866 zu erinnern, in der beim Dorf Sadowa die Truppen Preußens die Armeen Österreichs und Sachsens besiegten. Im Gebäude 122 befand sich die Generalmilitärkasse. Zu Ehren des im Jahr zuvor verstorbenen Außenministers der Weimarer Republik erfolgte 1930 die Umbenennung in Stresemannstraße. Anlässlich der Wiedereingliederung des Saargebietes wurde sie ab 1935 als Saarlandstraße geführt und trägt seit 1947 wieder den heutigen Namen.

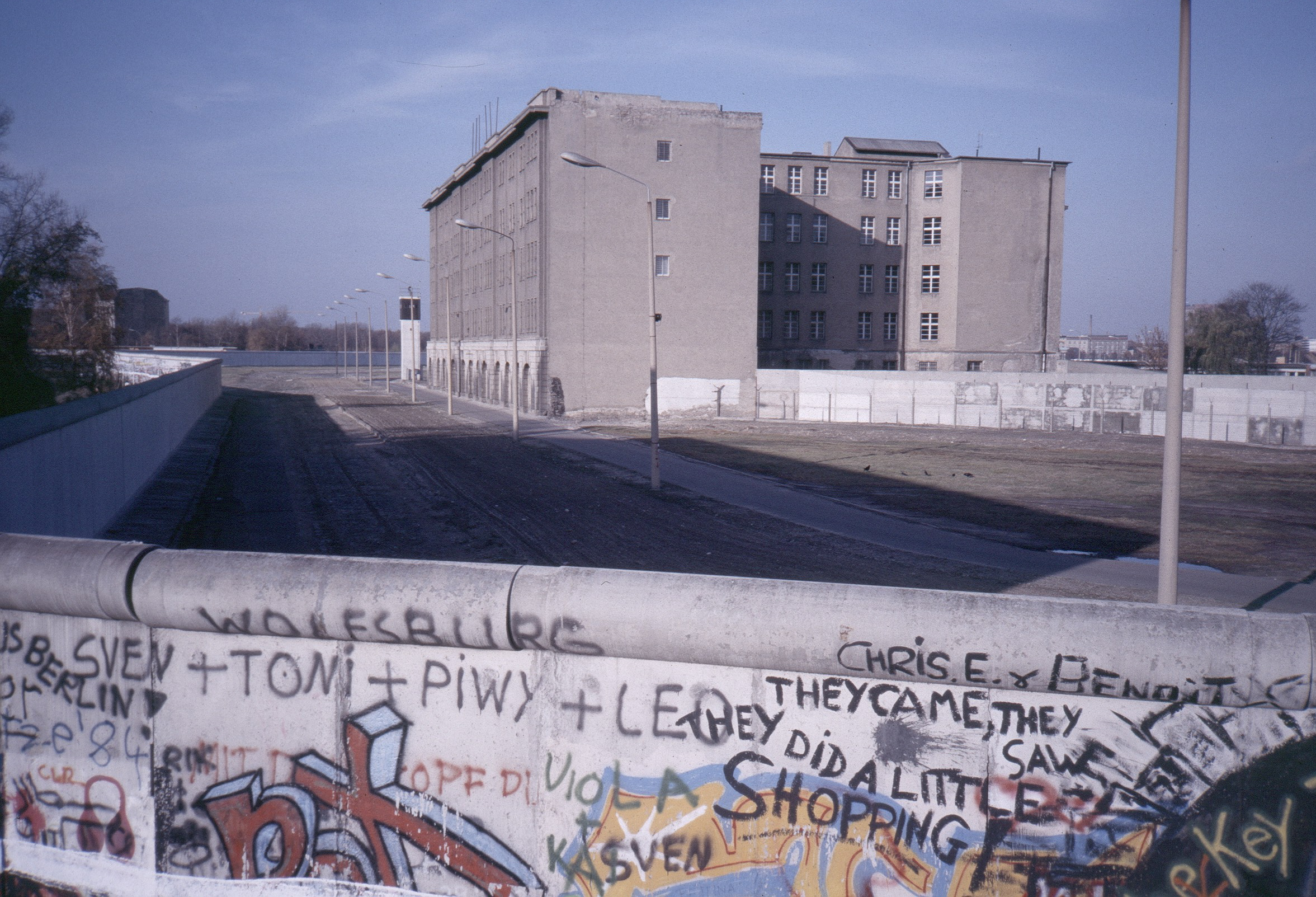
Stresemannstraße als Teil des Todesstreifens, 1986

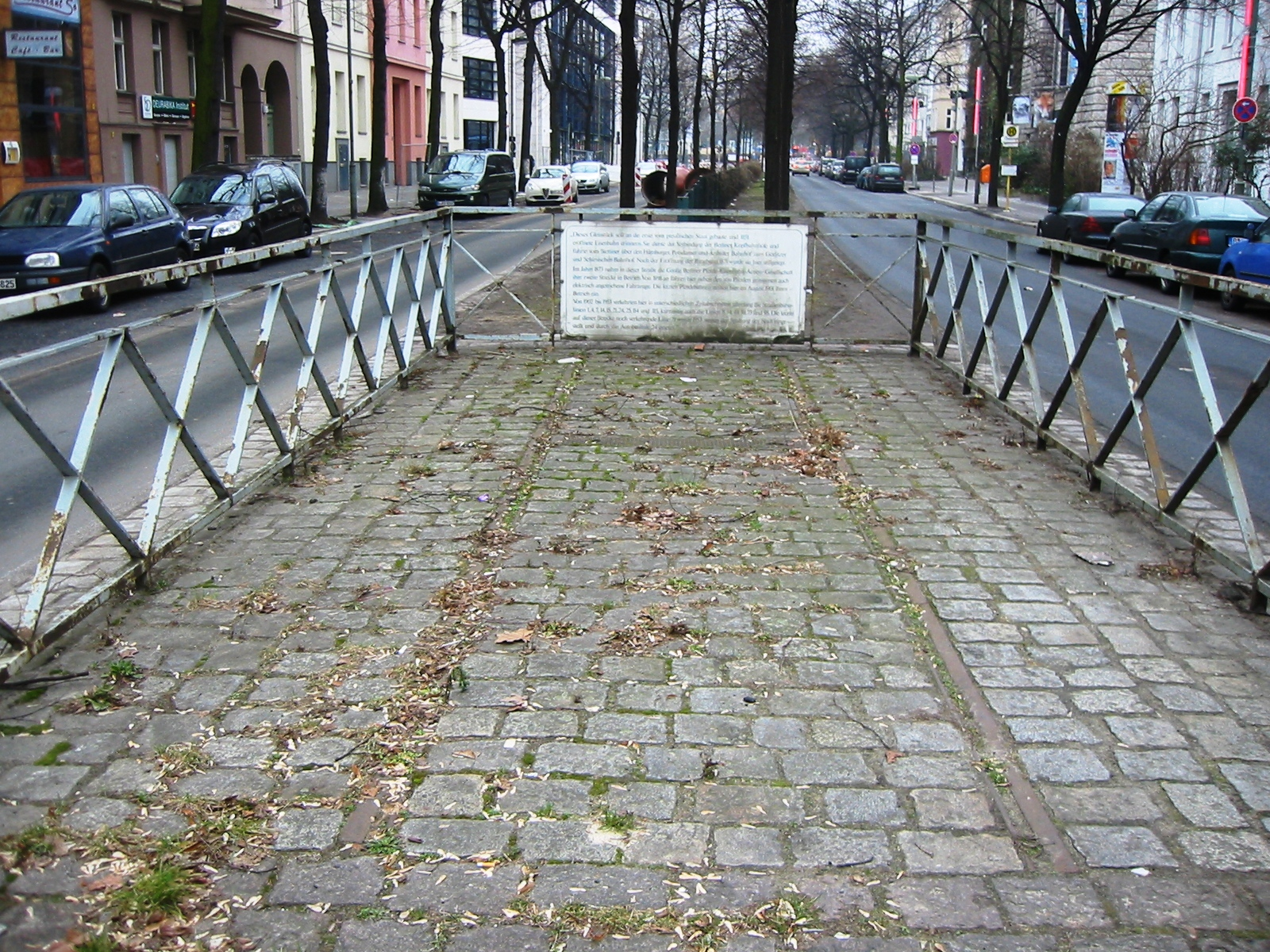
Gleisstück des ehemaligen Verbinders vom Stettiner zum Schlesischen Bahnhof

Mit dem Bau der Berliner Mauer im Jahr 1961 wurde der zum Bezirk Mitte gehörige Abschnitt Teil des Todesstreifens. Ein Großteil der Gebäude war durch den Zweiten Weltkrieg zerstört, sodass erst in den späten 1980er Jahren mit der Internationalen Bauausstellung eine vermehrte Neubautätigkeit erfolgte. Gefördert wurde dabei vorrangig der soziale Wohnungsbau, um „vernachlässigte Gebiete als Wohngebiete zurückzugewinnen“. Dabei war bis 1986 im Flächennutzungs- und Baunutzungsplan die Errichtung eines „City-Bandes“ mit einer Autobahn als Südtangente geplant. Diese wurde allerdings nicht realisiert, sodass einige Freiflächen bestanden, die zum Teil als Grünanlagen ausgewiesen wurden. Geplant war weiterhin ein Kultur- und Geschäftshaus an der Blockspitze zur Wilhelmstraße, die ein Gegenstück zum Haus des Deutschen Metallarbeiterverbandes in der Alten Jakobstraße bilden sollte. Trotz einer Entwurfsstudie des Preisträgers Helge Bofinger aus dem Jahr 1983 blieb das Gelände zunächst unbebaut, da der Bezirk Kreuzberg auf diese Grünfläche mit einem Spielplatz nicht verzichten wollte. Später wurde an dieser Stelle das Willy-Brandt-Haus errichtet. Realisiert wurde hingegen die Wiederherstellung der Blockrandbebauung zwischen der Stresemannstraße 38, 42–46 und der Wilhelmstraße 131 sowie 136–139, die eine Passagenbebauung mit 97 Wohnungen, darunter ein Haus mit zwölf Seniorenwohnungen und einem Gemeinschaftsraum vorsah. Weiterhin entstand ein Haus mit zwölf Wohnungen für Menschen mit spastischer Behinderung, ein Gemeinschaftsraum mit Werkstatt sowie vier Wohnungserweiterungen. Die vorgesehene Bebauung am Stadtplatz rund um die Hallesche Straße, Großbeerenstraße und Stresemannstraße in Anlehnung an den Schinkelplatz mit einer „sichtbaren Korrespondenz zum Kreuzbergdenkmal“ wurde zu Gunsten einer weiteren Freifläche, dem heutigen Ida-Wolff-Platz, ebenfalls nicht verwirklicht.
Die ehemalige Zoll- und Akzisemauer wurde 1987 auf einem Teilstück in Höhe der Hausnummern 62–64 ausgegraben und rekonstruiert. Südlich des Ida-Wolff-Platzes erinnert ein Gleisstück im Mittelstreifen der Straße an die Berliner Verbindungsbahn.

## Bauwerke
Entlang der Straße stehen einige interessante Bauwerke, die zum Teil denkmalgeschützt sind:
- Nr. 28/Wilhelmstraße 140: Willy-Brandt-Haus, 1996 eingeweiht
- Nr. 29: Hebbel-Theater, 1908 fertiggestellt
- Nr. 66: St. Clemens, katholische Kirche, gestiftet von Clemens August Graf von Galen, heute getragen von einem indischen Orden, der die Kirche 24 Stunden offen hält
- Nr. 90: Deutschlandhaus, von 1926 bis 1931 zusammen mit dem Europahaus errichtet
- Askanischer Platz: Portalrest Neues Anhalter Tor des zerstörten Anhalter Bahnhofs von 1880 sowie der Verlagssitz des Tagesspiegels am Askanischen Platz 3 (früher: Zentralverwaltung der Siemens & Halske AG, ab 1912: Sitz der Accumulatoren Fabrik AG; AFA – 1962 in VARTA umbenannt)
- Nr. 92–94: Europahaus, 1931 fertiggestellt, aktuell Berliner Dienstsitz des Bundesministeriums für wirtschaftliche Zusammenarbeit und Entwicklung
- Nr. 128: Erweiterungsbau des Preußischen Ministeriums für Landwirtschaft, Domänen und Forsten, 1913–1916, heute: Bundesministerium für Umwelt, Naturschutz und Reaktorsicherheit

Ab 1928 bis etwa 1945 fungierte der Excelsior-Tunnel mit in seiner Hauptachse etwa 80 m Länge als Unterquerung für Fußgänger. Durch Lifte verband er den Querbahnsteig des Anhalter Bahnhofs mit dem Erdgeschoss des Hotels Excelsior, durch Stiegenabgänge auch die Gehsteige davor. Reste des Tunnels wurden 1985 entfernt.

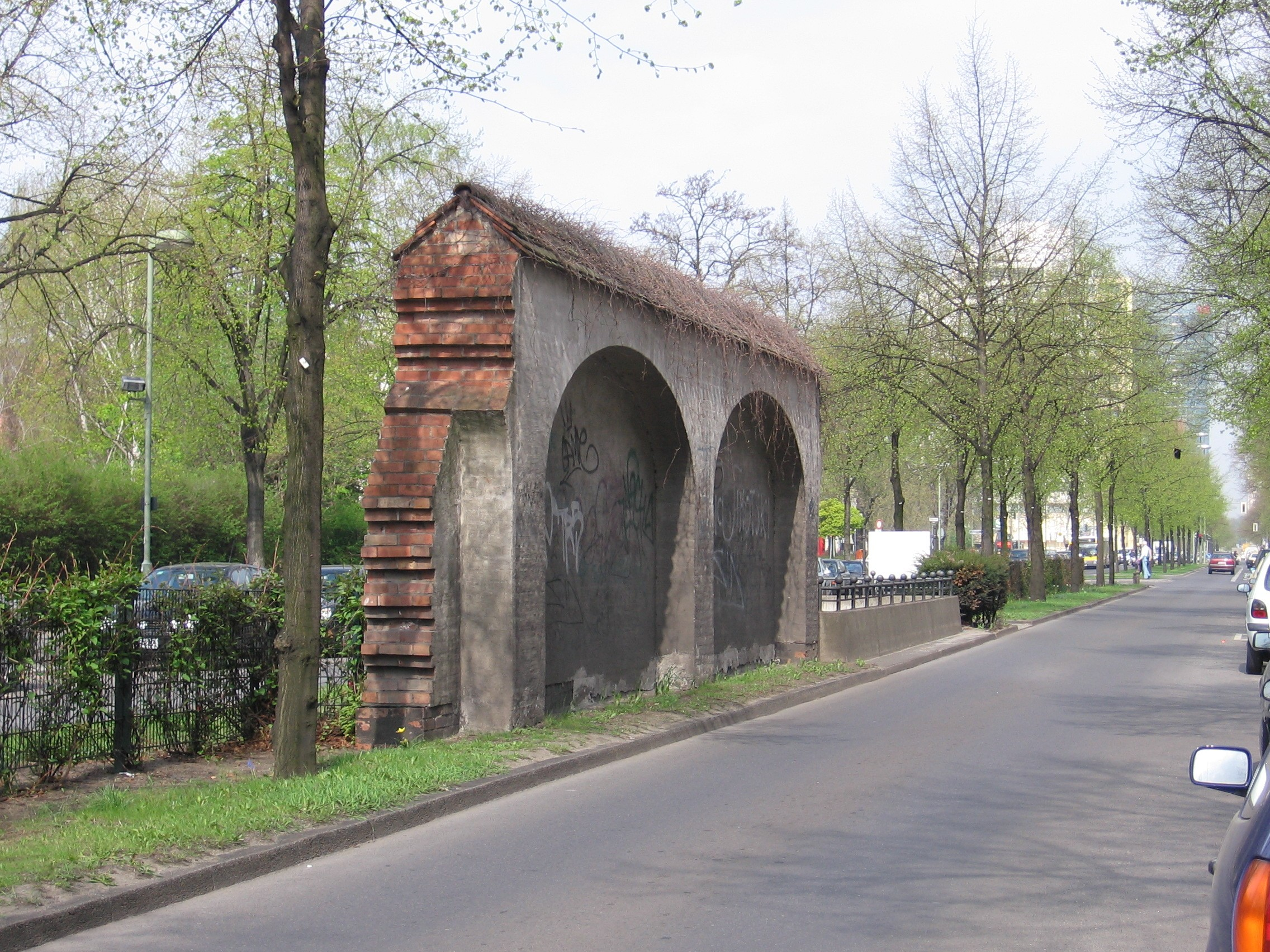
Ein in den 1980er Jahren wieder aufgebautes Stück der Berliner Zoll- und Akzisemauer in der Stresemannstraße
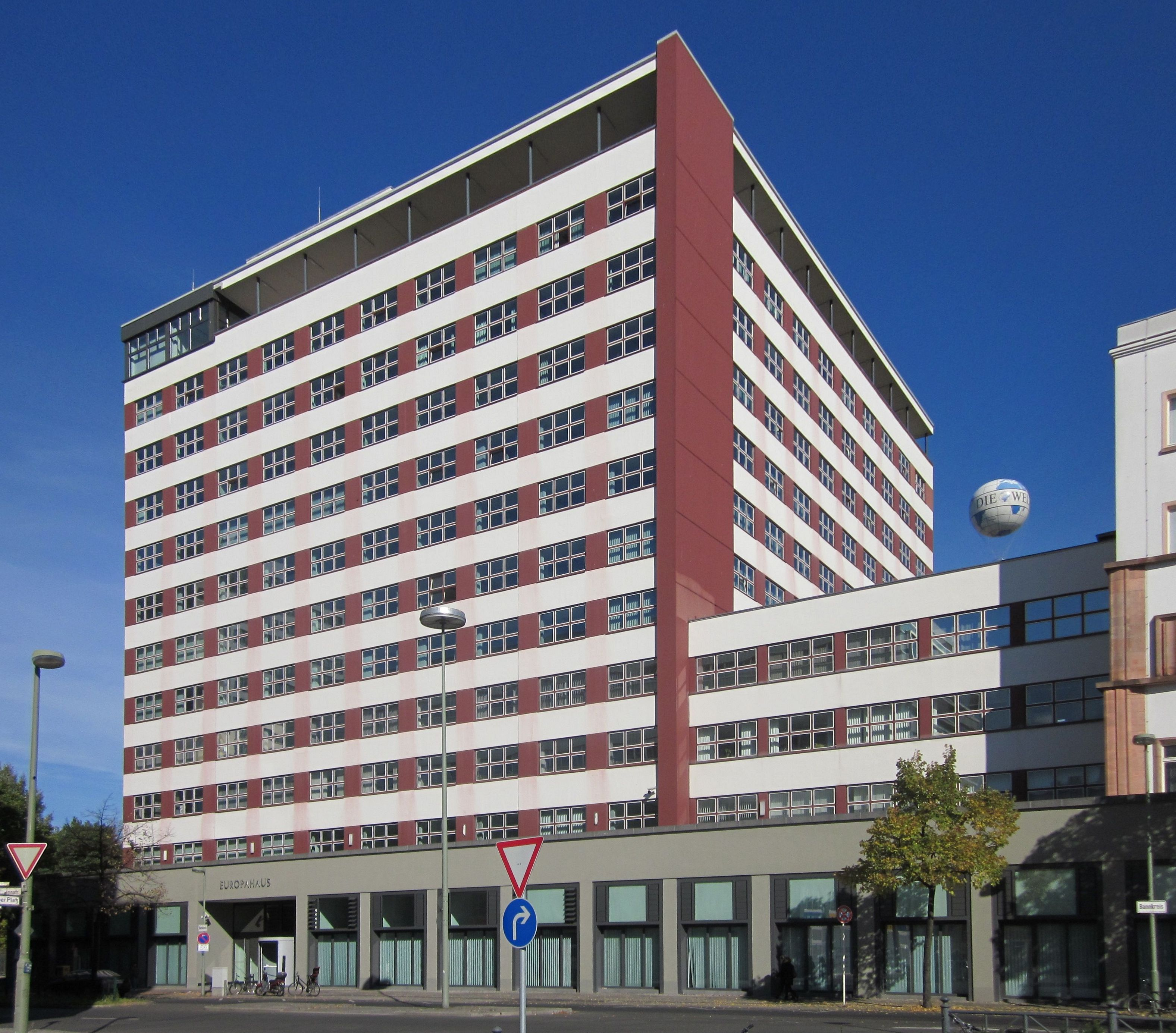
Europahaus
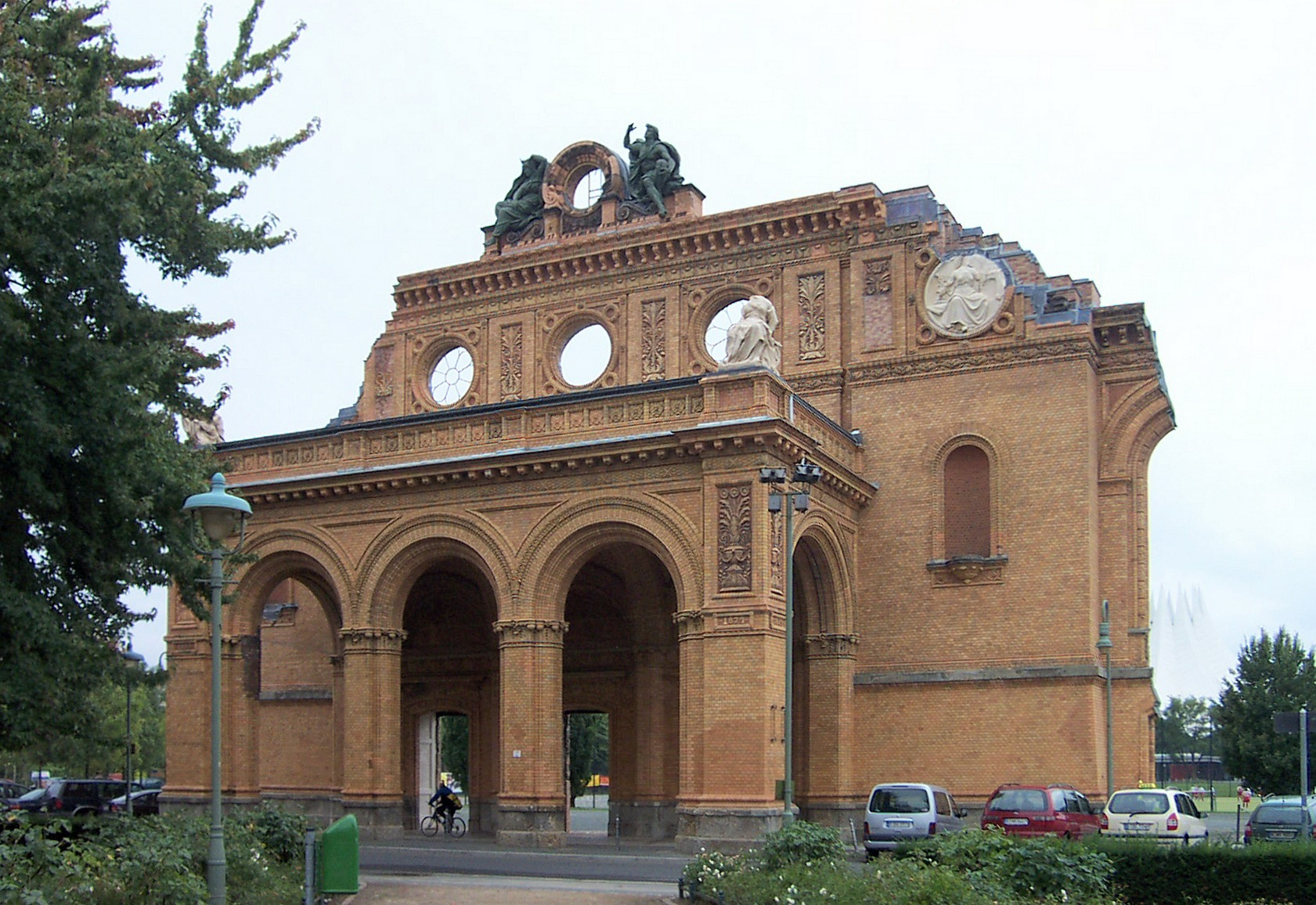
Portalfragment des ehemaligen Anhalter Bahnhofs
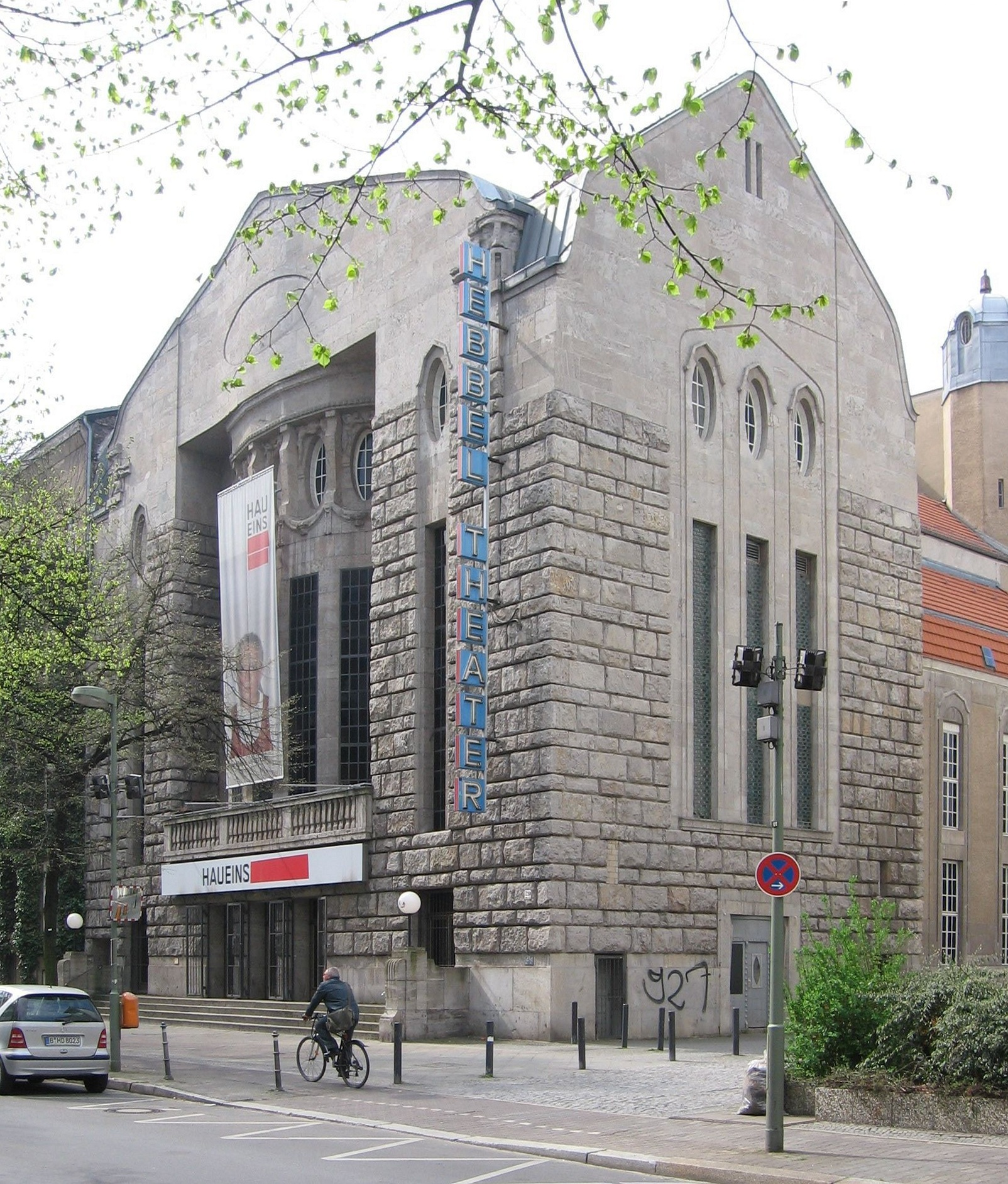
Hebbel-Theater
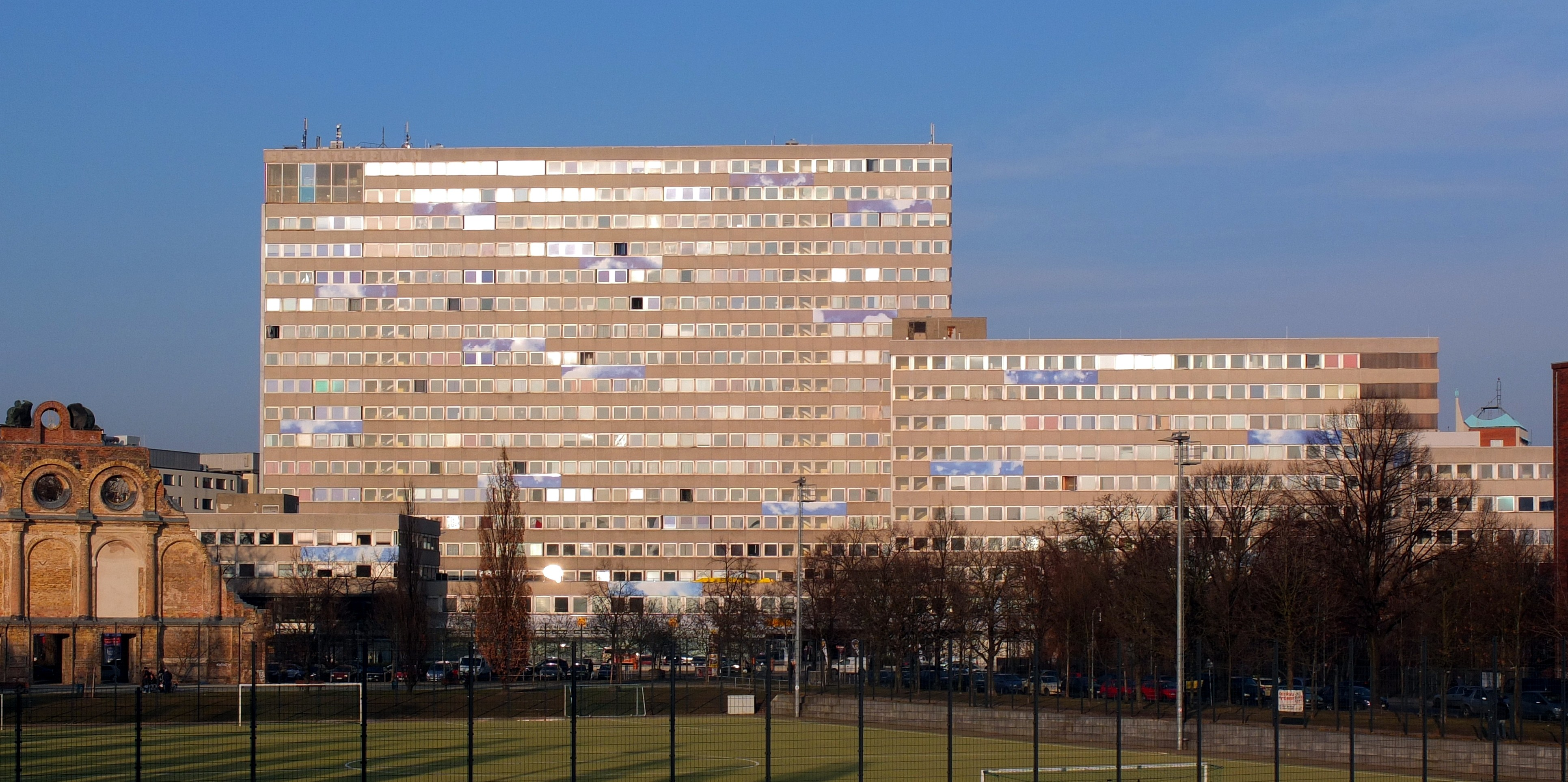
Excelsiorhaus